# 穆肯多夫-维普芬
穆肯多夫-维普芬是奥地利下奥地利州图尔恩县的一个市镇。总面积6.27平方公里，总人口1062人，人口密度169.4人/平方公里（2005年）。